# داريل تيسون
داريل تيسون (بالإنجليزية: Darryl Tyson)‏ (17 أكتوبر 1960 بواشنطن العاصمة في الولايات المتحدة - ) هو ملاكم أمريكي، صنّف ضمن فئة وزن الخفيف ووزن خفيف الوسط ‏.

## إحصائيات
خاض خلال مسيرته 65 نزالا، فاز في 50 وتعادل في 1 وخسر في 14. فاز بالضربة القاضية في 24 نزالا.

## روابط خارجية
- داريل تيسون على موقع بوكس ريك (الإنجليزية) (registration required)